# Haro ! (film, 1978)
Pour les articles homonymes, voir Haro.
Pour plus de détails, voir Fiche technique et Distribution.
Haro ! est un film français réalisé par Gilles Béhat et sorti en 1978.

## Synopsis
Dans un petit village en France en 1920, Guillaume est toujours hanté par le cauchemar de la guerre. Il s'occupe de son frère cadet, Jill, mal-aimé du village.

## Fiche technique
- Titre : Haro !
- Réalisation : Gilles Béhat
- Scénario : Gilles Béhat, Dominique Delpierre
- Directeur de la photo : Bernard Malaisy
- Musique : Jean-Michel Cayre
- Son : Francis Bonfanti
- Costumes : Dominique Combelles
- Montage : Geneviève Vaury
- Durée : 100 minutes
- Date de sortie : 22 février 1978

## Distribution
- Laurent Malet : Jill
- Jean-Claude Bouillon  : Guillaume
- Valérie Mairesse : Marie
- Nathalie Courval : Jeanne
- Christian Delangre : Châtelain
- Dominique Delpierre : Amélie
- Guy Mairesse : Trillat
- Brigitte Catillon
- Max Amyl
- Roger Jacquet
- Jean-Marie Richier
- Jean-Pierre Andréani
- Anne-Charlotte Delangre